# Famille Lacuée
La famille Lacuée olim Lacuée de Cessac, originaire d'Agen, est une famille éteinte de la noblesse française.

## Historique
Le nom de famille initial « Lacuée » est devenu « Lacuée de Cessac » par le mariage de Jean-Chrysostome de Lacuée avec Marie de Lajus, dame de Cessac, ou par la vente par Jules César de Raffin, marquis d'Hauterive, du domaine de Cessac à Jean Chrysostome de Lacuée, conseiller au Présidial.

## Noblesse d'Empire
Jean-Chrysostôme (1747-1824) est baron Lacuée et de l'Empire en 1810. Son fils Jean-Chrysostôme Lacuée-Saint Just (1777-1834) est baron Lacuée Saint-Just et de l'Empire en 1809. Jean-Gérard (1753-1841) est comte de l’Empire en 1808.

## Liens de filiation entre les personnalités
La lecture des registres BMS (baptêmes, mariages, sépultures) et des actes d'état civil permet d'établir les liens de filiation suivants entre les personnalités de la famille :
- Marc Antoine de Lacuée (12 mai 1648 à Agen - 25 avril 1687 à Agen), conseiller au siège présidial d'Agen. Le 11 février 1679, à Agen, il épouse Antoinette de Sevin.
  - Jean Chrysostôme de Lacuée (6 juin 1680 - ), avocat au parlement. En 1707, il épouse avec Marie de Lajus, dame de Cessac et Cardinaou.
    - Jean Chrysostôme de Lacuée de Cessac, conseiller du Roi, lieutenant particulier, assesseur criminel au siège présidial d'Agen. Le 7 janvier 1744 à Condom, il épouse Marie Dupleix de Cadignan.
      - Jean Chrysostôme de Lacuée de Cessac (17 février 1747 à Agen - 8 octobre 1824 à Hautefage-la-Tour), conseiller du roi, assesseur au sénéchal d'Agen, juge au tribunal civil, président de chambre, premier président de la cour d'appel d'Agen. Le 16 février 1773 à Agen, il épouse Marie Anne Douzon de Fontayral. Il est baron Lacuée et de baron de l'Empire en 1810.
        - Marc Antoine Lacuée (1773-1807), militaire.
        - Gérard Lacuée (1774-1805), militaire.

      - Jean-Girard Lacuée (1752-1841), militaire, gouverneur de l'École polytechnique de 1803 à 1814, ministre de la Guerre sous Napoléon et pair de France, comte de l'Empire en 1808. Le 3 février 1809 à Paris, il épouse Louise Augustine Sibille  du Blanc de Brantes (Blanco de Brantes en provencal).
        - François Jean Chrysostome Lacuée de Cessac (1812-1883). Le 5 août 1839 à Paris, il épouse Madeleine Marie Françoise Zélia de Montesquiou Fézensac.
          - Louise Marie Françoise Charlotte Lacuée de Cessac (1842-1914). Le 17 août 1863, elle épouse Roger Sauvage, auditeur au conseil d'État. Ce dernier est l'arrière-grand-père d'Anne-Aymone Giscard d'Estaing née Sauvage de Brantes. En effet, Roger Sauvage, obtint par décret du 6 août 1863, de relever le nom de « Brantes », la grand-mère paternelle de sa future épouse, née Louise-Augustine du Blanc de Brantes, propriétaire du château de Brantes à Sorgues dans le Vaucluse, ayant été la dernière de ce nom, morte en 1848[2].

## Propriétés
Le château de Lamassas à Hautefage-la-Tour a été édifié par la famille Lacuée au XVIIIe siècle.

## Armes
| Famille Lacuée | Les armes de la famille Lacuée se blasonnent ainsi : De gueules à l'autruche d’argent, portant la tête à gauche, et prise par un lacet d'or vers le milieu de la patte dextreou De gueules à l'autruche d'argent, portant la tète à gauche de manière qu'elle semble supporter le franc-quartier de comte ministre, prise par un lacet d'or vers le milieu de la jambe droite. |

## Hommage
Une voie de Paris porte le nom de famille : rue Lacuée, dans le 12e arrondissement.

## Pour approfondir